# Anuța Cătună
Anuța Cătună (Lunca Ilvei, 1 oktober 1968) is een voormalige Roemeense langeafstandsloopster, die gespecialiseerd was in de marathon. Ze nam tweemaal deel aan de Olympische Spelen, maar won hierbij geen medailles.

## Biografie
Haar eerste grote overwinning behaalde Cătună in 1991, toen ze de marathon van Leipzig won. In 1994 was ze vijfde op het Europees kampioenschap marathon en een jaar later behaalde ze een zilveren medaille op de marathon tijdens de wereldkampioenschappen in Göteborg. Bij die gelegenheid liep ze een persoonlijk record van 2:26.25. In Athene won ze dat jaar een IAAF wereldbekerstrijd in een tijd van 2:27.34.
Op het wereldkampioenschap halve marathon werd Cătună zowel in 1994 als 1995 derde en in 1996 won ze de New York City Marathon in 2:28.18.
Tijdens de WK van 1997 in Athene finishte Anuța Cătună op de marathon op een elfde plaats en op de New York City Marathon werd ze dat jaar vierde.
In 1998 werd ze derde op de Boston Marathon en in 2000 vierde in deze wedstrijd. In 2004 won ze de marathon van Nashville.

## Titels
- Roemeens kampioene 10.000 m - 1992
- Roemeens kampioene halve marathon - 1993

## Persoonlijke records
| Onderdeel      | Prestatie | Datum         | Plaats      |
| -------------- | --------- | ------------- | ----------- |
| 10.000 m       | 32.18,40  | 11 juni 1993  | Saint-Denis |
| halve marathon | 1:09.16   | 12 maart 1995 | Lissabon    |
| marathon       | 2:26.25   | 1995          | Göteborg    |

## Palmares

### 10.000 m
- 1992:  Roemeense kamp. - 32.32,66

### halve marathon
- 1992: 4e WK in South Shields - 1:10.25
- 1993:  Roemeense kamp. - 1:09.22
- 1993: 6e WK in Brussel - 1:10.39
- 1994:  WK in Oslo - 1:09.35
- 1995:  WK in Belfort - 1:10.28

### marathon
- 1993:  marathon van La Rochelle - 2:37.02
- 1994:  marathon van Marrakesh - 2:29.39
- 1994: 4e marathon van Parijs - 2:33.24
- 1994: 5e EK - 2:32.51
- 1994: 4e New York City Marathon - 2:31.26
- 1995:  marathon van Athene - 2:31.10
- 1995:  WK - 2:26.25
- 1996:  New York City Marathon - 2:28.18
- 1996: 15e marathon van Osaka - 2:34.06
- 1996: 44e OS - 2:42.01
- 1997: 15e Londen Marathon - 2:33.12
- 1997: 11e WK - 2:38.28
- 1997: 4e New York City Marathon - 2:31.24
- 1998:  Boston Marathon - 2:27.34
- 1999: 6e New York City Marathon - 2:32.05
- 1999: 10e Boston Marathon - 2:33.49
- 2000: 4e Boston Marathon - 2:29.46
- 2000: DNF OS
- 2003: 5e marathon van St. Paul - 2:35.53
- 2004:  marathon van Tempe - 2:32.55
- 2004:  marathon van Nashville - 2:33.36
- 2004: 5e Rock 'n Roll marathon in San Diego - 2:34.44

### veldlopen
- 1990: 22e WK - 20.01
- 1991: 40e WK - 21.34
- 1992: 45e WK - 22.24